# Varronia paraguariensis
Varronia paraguariensis là loài thực vật có hoa trong họ Mồ hôi. Loài này được (Chodat & Hassl.) Borhidi miêu tả khoa học đầu tiên năm 1988.